# Anton Philipp Berg
Anton Philipp Berg (* 6. August 1795 in Frankfurt am Main; † 3. September 1866 in Pest) war ein deutscher Sänger (Bariton) und Theaterschauspieler.

## Leben
Er begann seine Bühnenlaufbahn 1816 in Bamberg, und wären von seinen wichtigen Wirkungsstätten zu nennen München, Köln, Freiburg und Pest (1833–1866). Zuletzt waren es namentlich Väterrollen, wie „Oberförster“ in „Jäger“, „Borotin“, „Musikus Müller“ etc., in denen er nachhaltige Erfolge erzielte.
Seine Tochter war Marie Berg.